# Madrigalejo del Monte
Madrigalejo del Monte è un comune spagnolo di 163 abitanti situato nella comunità autonoma di Castiglia e León.
Il comune comprende la località di Montuenga.